# Телегин, Александр Иванович
Алекса́ндр Ива́нович Теле́гин (22 февраля 1957 года, город Магнитогорск Челябинской области) — советский и российский математик, инженер. Доктор физико-математических наук (1996), профессор (1997), профессор кафедры автоматики Южно-Уральского государственного университета, декан Электротехнического факультета филиала ЮУрГУ в городе Миассе. Почётный работник высшего профессионального образования Российской Федерации (2003). Автор свыше 80 научных публикаций, в том числе 5 монографий и 8 учебных пособий.

## Биография
Родился 22 февраля 1957 года в городе Магнитогорск Челябинской области). Окончил Пермский государственный университет (1979).
Работал преподавателем в Магнитогорском государственном педагогическом институте и в Магнитогорском горно-металлургическом институте имени Носова Г.И.(1979—1987).
Кандидат физико-математических наук (1987).
Доктор физико-математических наук (1996). Тема диссертации — «Новые формулы уравнений динамики систем абсолютно твердых тел и синтез систем с заданными свойствами». Специальность 01.02.01: Теоретическая механика.
Заведующий кафедрой автоматики (1988—1991), заведующий кафедрой «Управление и информатика в технических системах» (1991—1998), заведующий кафедрой «Системы управления и математическое моделирование» (1998—2016), профессор кафедры автоматики (с 2016) филиала ЮУрГУ в городе Миассе.
Декан Электротехнического факультета филиала ЮУрГУ в городе Миассе (с 1999). (Предшественник — Бабкин А. И.).
Учёное звание доцент (1991), профессор (1997).
Член диссертационных советов ЮУрГУ: Д 212.032.01 и Д 212.298.03.
Член редколлегии журнала «Вестник ЮУрГУ», серия «Машиностроение».

## Основные труды
Автор свыше 80 научных публикаций, в том числе 5 монографий.
- Перечень работ в базе данных РИНЦ
- Перечень работ базе электронной библиотеки КиберЛенинка

## Основные гранты
- Разработка метода выписывания оптимального аналитического вида математической модели промышленного робота (РФФИ, 2021)[5]

## Награды
- Медаль имени академика В. П. Макеева Федерации космонавтики России (2005)

## Почётное звание
- Почётный работник высшего профессионального образования Российской Федерации (2003)